# CRザ・レスキュー・ドッグ
CRザ・レスキュー・ドッグは、サミーより発売されたパチンコ機。

## 概要
サミーの自社グッズキャラクター「ザ・レスキュードッグ」を起用。

## スペック

### HN
- 賞球数: 4,13,15
- 低確率: 1/306,2
- 高確率：1/68.8
- 確変割合: 1/2
- 出玉: 2025±
- 大当たりラウンド: 15
- 入賞カウント: 9
- 時短: 高確率状態の通常大当たり終了後100回転

### ST
- 賞球数: 4,13,15
- 低確率: 1/99.4
- 高確率: 1/9.9
- 確変割合:100%
- ST：4回転
- 出玉: 600±
- 大当たりラウンド: 4
- 入賞カウント: 10
- 時短:赤図柄100回転

　　　青図柄20回転

## 図柄
- 通常図柄: 2、4、6、8、0
- 確変図柄: 1、3、5、7、9

## キャラクター
- ダックス
- ビーグル
- コーギー
- ルカ

## 予告演出
- パトランプ予告

回転すればスーパーリーチ確定。色によってスーパーリーチの内容が決定する。
- じゃんけん予告

イヌが現れじゃんけん対決。PUSHボタンを押し、じゃんけんに勝てば大当たり確定。イヌの代わりにルカが現れればその時点で大当たり確定（じゃんけんはない）。

## リーチ演出
- 通常リーチ
- シャワールーム予告

リーチ発生後、一瞬だけシャワールームが映るが、その時のイヌの数で期待度が決まる。1＞2＞3＞0の順。さらにその後、レスキュードッグの群れが現れれば期待度が高い。
- スーパーリーチ

すべり棒からイヌたちが降りてくれば通常リーチから発展し、下層に行くほど期待度が高い。期待度はシャーク＜スノー＜ファイア＜メテオの順。
- - シャークリーチ

サメに襲われたルカを、ダックスが救う。
- - スノーリーチ

なだれが迫ってくるルカを、ビーグルが救う。
- - ファイアリーチ

火災ビルに閉じ込められたルカを、コーギーが救う。
- - メテオクラッシュリーチ

3ラインリーチ。地球に迫る隕石を打ち落とす。

## 再抽選
3匹のイヌが歌うのは「いぬのおまわりさん」。歌にあわせて確変図柄を引き寄せる。背景やルカのコスチュームによって期待度が変わる。その順位は、水着＜白ワンピース＜振袖＜黒服。水着は期待度が一番低いが、途中でトップが外れると確変確定。